# Alfons Julen
Alfons Julen (ur. 20 lutego 1899 w Zermatt, zm. 9 maja 1988 tamże) – szwajcarski biegacz narciarski oraz biathlonista. Był uczestnikiem I Zimowych Igrzysk Olimpijskich w Chamonix.
Julen wspólnie z kolegami z reprezentacji (w tym z bratem Antonem) wywalczył złoty medal w rywalizacji drużyn w zawodach patrolu wojskowego na igrzyskach w Chamonix. Ponadto Szwajcar brał udział w igrzyskach olimpijskich w St. Moritz w 1928 roku, gdzie rywalizował w patrolu wojskowym, który był sportem pokazowym, oraz w biegu na 18 km.